# Partículas autopropulsadas

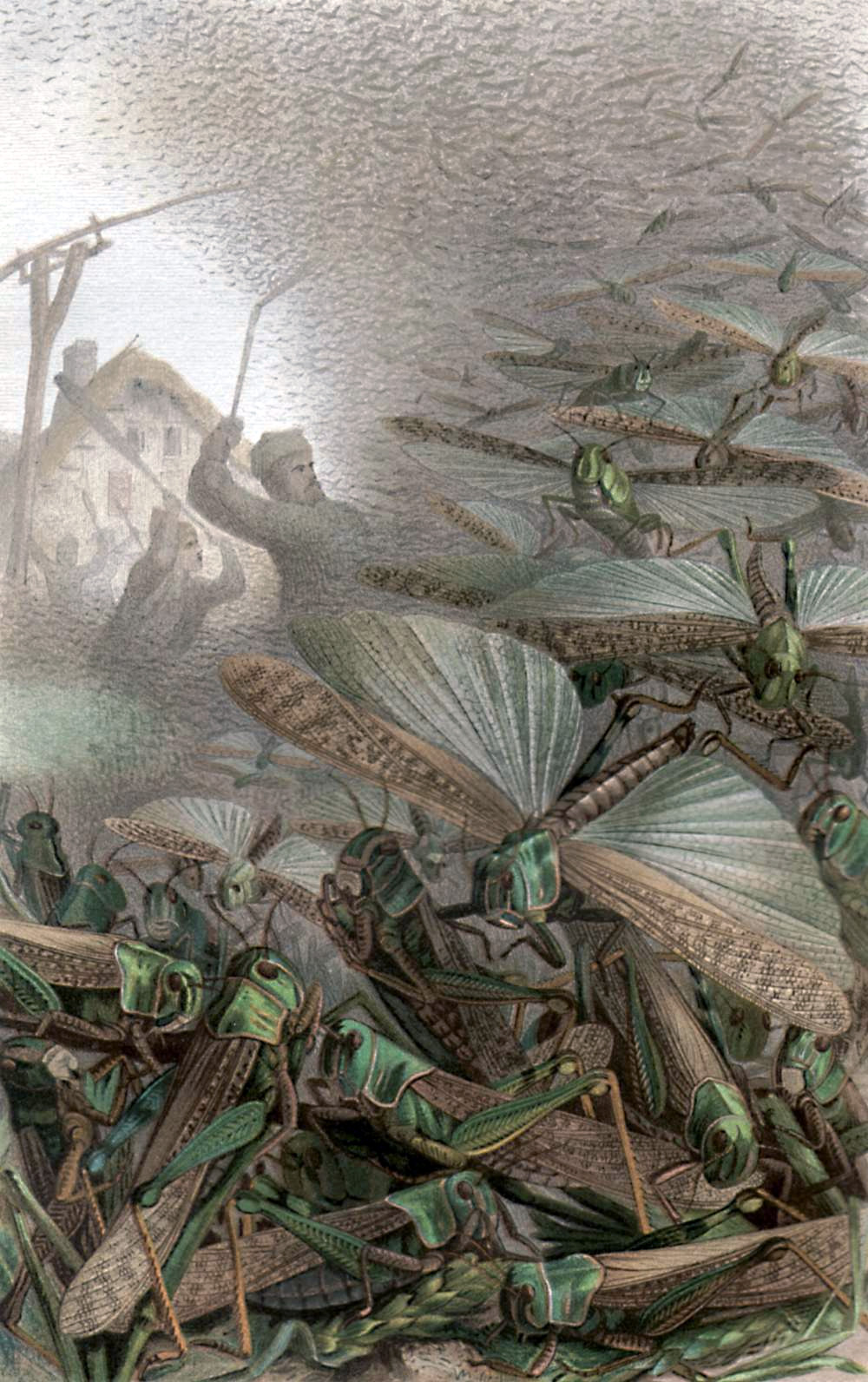
Modelos de PAP predicen que los comportamientos emergentes se producen en enjambres independiente del tipo de animal que esté en él.

Las partículas autopropulsadas  (PAP), también conocido como partículas autoimpulsadas, son un concepto utilizado por los físicos para describir a los agentes autónomos, que convierten la energía del medio ambiente en movimiento dirigido o persistente. Los ejemplos en la vida cotidiana de tales agentes son animales caminadores, nadadores o voladores. Otros sistemas biológicos incluyen las bacterias, las células, las algas y otros microorganismos. Por lo general, dirigida propulsión en los sistemas biológicos se conoce como la quimiotaxis. Uno puede pensar también en los sistemas artificiales tales como robots o partículas específicamente diseñadas, tales como la natación coloides de Janus, nanomotores, granos andantes, y otros.

## Descripción
La interacción de las partículas autopropulsadas ocurre de acuerdo a diversas normas físicas y sociales, lo que puede conducir a la aparición de comportamientos colectivos, tales como flocado de aves, enjambres de insectos, la formación de rebaños de ovejas, etc.
Para entender la ubicuidad de estos fenómenos, los físicos han desarrollado una serie de modelos. Estos modelos predicen que las partículas autopropulsadas comparten ciertas propiedades a nivel de grupo, independientemente del tipo de animales en el enjambre. Se ha convertido en un reto en la física teórica para encontrar un mínimo de modelos estadísticos que describan estos comportamientos.

## Ejemplos de partículas autopropulsadas

### Sistemas biológicos
La mayoría de los animales puede ser vistas como PAPs: obtienen la energía de su alimento y presentan diversas estrategias de locomoción, desde volar a gatear. Los ejemplos más destacados son los bancos de peces, bandadas de aves, rebaños de ovejas, multitudes. En una escala menor, las células y las bacterias también pueden ser tratados como PAP. Estos sistemas biológicos pueden impulsarse a partir de la presencia de factores quimiotácticos. Incluso a pequeña escala, motores moleculares transforman la energía del ATP en movimiento direccional. El trabajo reciente ha demostrado que las moléculas de la enzima también se impulsan a sí mismos. Además, se ha demostrado que avanzan preferentemente hacia una región de mayor concentración de sustrato, un fenómeno que se ha convertido en una técnica de purificación para aislar las enzimas «vivas».

### Sistemas artificiales
Normalmente se distingue entre sistemas «húmedos» y «secos». En el primer caso, las partículas «nadan» en un líquido circundante; en el segundo caso, las partículas «caminan» sobre un sustrato.
Las partículas coloidales activas son el ejemplo prototípico de mojado PAP: partículas coloidales de Janus tienen dos aspectos diferentes, tienen diferentes propiedades físicas o químicas. Esta ruptura de la simetría permite, mediante la adecuada sintonía con el entorno (normalmente la solución circundante), para el movimiento de la Janus de la partícula. Por ejemplo, las dos caras de Jano partícula puede inducir a un local de gradiente de temperatura, campo eléctrico, o la concentración de especies químicas. Esto induce el movimiento de la partícula de Janus a lo largo del gradiente mediante termoforesis, electroforesis o difusoforesis respectivamente. Debido a que las partículas de Janus consumen la energía de su entorno (la catálisis de las reacciones químicas, la absorción de luz, etc.), el movimiento resultante constituye un proceso irreversible y las partículas están fuera de equilibrio. 
- El primer ejemplo de una PAP artificial en la nano o microescala fue un nanorrodillo bimetálico oro-platino desarrollado por Sen y Mallouk.[8] En una solución de peróxido de hidrógeno, este «nanomotor» exhibiría una reacción de oxidación-reducción catalítica, lo que induce un flujo de fluido a lo largo de la superficie a través de la auto-difusoforesis. Un sistema similar se utiliza con una varilla de cobre y platino en una solución de bromo.[9]

- Otro ejemplo de una PAP de janus es un nanomotor organometálico que emplea una microesfera de oro-sílice.[10] Un catalizador de Grubb fue ligado a la mitad de la partícula de sílice y en una solución de monómero reduciría a una polimerización catalítica. El resultado del gradiente de concentración a través de la superficie propulsa el motor en la solución.

Los granos caminantes son una materialización típica de PAPs «en seco»: Los granos son discos milimétricos dispuestos en una placa vibratoria vertical, que sirve como fuente de energía y cantidad de movimiento. Los discos tienen dos contactos diferentes («pies») con la placa, un pie en forma de aguja duro en la parte delantera del pie y una gran goma blanda en la parte posterior. Cuando son sacudidos, los discos se mueven en una dirección preferente definida por la simetría polar (cabeza-cola) de los contactos. Esto, junto con el ruido de vibración resulta en un paseo aleatorio persistente.

## Algunas aplicaciones en sistemas reales

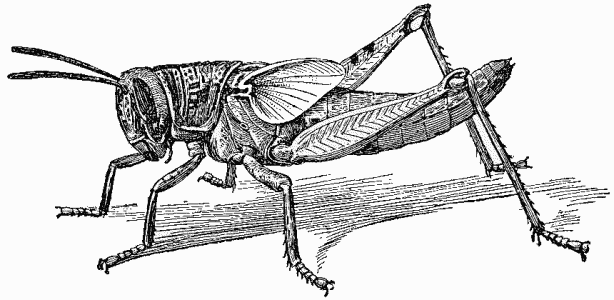
Ninfa de langosta

### Langostas caminantes
Las langostas del desierto jóvenes son ninfas solitarias y sin alas. Si la comida es escasa, ellas pueden reunirse y comenzar a ocupar las zonas vecinas, reuniendo más langostas. Con el tiempo pueden convertirse en un ejército caminante, que puede extenderse por muchos kilómetros. Esto puede ser el preludio del desarrollo de grandes enjambres de langostas adultas volando que devastan la vegetación a escala continental.
Una de las predicciones claves del modelo, es que a medida que la  densidad poblacional de un grupo aumenta, se produce una transición abrupta: desde individuos que se mueven de forma relativamente desordenada e independientes dentro del grupo, hasta el movimiento del grupo como un todo altamente organizado. Así, en el caso de las langostas jóvenes del desierto, ocurriría un punto detonante que convierte las langostas desorganizadas y dispersas en un ejército de marcha coordinada. Cuando se llegue a la densidad de población crítica, los insectos empiezan a marchar juntos de forma estable y en la misma dirección.
En 2006, un grupo de investigadores estudió cómo se mostraba este modelo en el laboratorio. Las langostas se colocaban en una pista circular, y seguían sus movimientos con un software informático. En densidades bajas, por debajo de las 18 langostas por metro cuadrado, las langostas se arremolinan de manera desordenada. En densidades intermedias, empiezan a meterse en fila y a marchar juntos, a medida que los cambios bruscos pero coordinados de dirección interrumpían la marcha. Sin embargo, cuando las densidades alcanzaban un valor crítico de aproximadamente 74 langostas/m², las langostas cesaron de hacer cambios rápidos y espontáneos de dirección y en cambio marcharon a un ritmo constante en igual sentido durante todas las ocho horas del experimento (véase el video a la izquierda). Esto confirmaba el funcionamiento predicho por los modelos de PAP.
En el terreno, según la Organización de las Naciones Unidas para la Alimentación y la Agricultura, la densidad media de grupos de marcha es de 50 langostas/m² (50 millones de langostas/km²), y esta suele oscilar entre 20 y 120 langostas/m².: 29  Los resultados de la investigación arriba discutidos demuestran la inestabilidad dinámica que se encuentra en las densidades inferiores de langostas típicas en el terreno, donde los grupos de marcha cambian de dirección al azar sin ninguna perturbación externa. Es esencial comprender este fenómeno, junto con el cambio a una marcha muy coordinada en densidades más altas, si se controla el enjambre de langostas del desierto.

### Los desembarques de aves

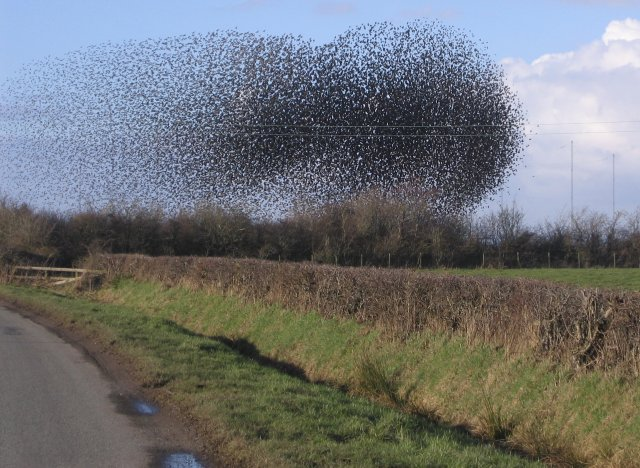
Las bandadas de aves pueden cambiar bruscamente de dirección al unísono, y luego, tan repentinamente, tomar una decisión unánime de desembarcar

Los animales enjambrados, como las hormigas, las abejas, los peces y las aves, suelen observarse repentinamente cambiando de un estado a otro. Por ejemplo, las aves cambian bruscamente de un estado de vuelo a uno de tierra firme. O los peces cambian de amaestrar en una dirección a hacerlo en otra. Tales cambios de estado pueden ocurrir con velocidad y sincronicidad asombrosas, como si todos los miembros del grupo tomaran una decisión unánime en el mismo momento. Los fenómenos como estos dejan perplejos desde hace mucho tiempo a los investigadores.
En 2010, Bhattacharya y Vicsek usaron un modelo de PAP para analizar lo que pasa aquí. Como paradigma, tomaban en cuenta cómo las aves voladoras llegan a una decisión colectiva para hacer que se consiga un cambio brusco y sincronizado. Las aves, como los estorninos de la imagen de la derecha, no tienen líder que tome decisiones; sin embargo, la bandada sabe exactamente desembarcar de manera unificada. La necesidad del grupo de desembarcar anula las intenciones particulares de desvío de cada ave. El modelo de partículas demostró que la transición colectiva hacia el desembarque depende de las perturbaciones que son aplicables a cada ave individualmente, como dónde están las aves en la bandada. Es una conducta que se puede comparar con la manera en la que se crea una avalancha de arena, si se apila, antes del punto en el que los granos simétricos y colocados con cuidado crearían una avalancha, porque las fluctuaciones se hacen cada vez más no lineales.
«Nuestra motivación principal era comprender mejor algo que es desconcertante y conocido que exista en la naturaleza, especialmente en casos que suponen la suspensión o el comienzo de un patrón de conducta colectivo en un grupo de personas o animales […] Proponemos un modelo sencillo para un sistema en el que los miembros tienen tendencia a seguir a los otros tanto en el espacio como en su estado de ánimo con respecto a una decisión sobre terminar una actividad. Este es un modelo muy general, que puede ser aplicable a situaciones similares». El modelo también podría ser aplicable a una multitud de drones, a iniciar un gesto deseado en una multitud de gente o a interpretar hábitos en grupo al comprar o vender acciones en bolsa.

### Otros ejemplos
Estos modelos de PAP se han aplicado en muchas otras áreas, tales como cardúmenes de peces, robótica de enjambres, los motores moleculares, el desarrollo de las estampidas humanas y la evolución de los senderos humanos en los espacios verdes urbanos. Partículas autopropulsadas en el flujo de Stokes, tales como partículas Janus, a menudo son modelizadas con el modelo squirmer.